# Putney Dandridge
Louis "Putney" Dandridge (13 de enero de 1902 - 15 de febrero de 1946) fue un pianista y cantante de jazz afroestadounidense.

## Biografía
Nacido en Richmond, Virginia, Dandridge comenzó a actuar en 1918 como pianista en la revista titulada The Drake and Walker Show. En 1930, trabajó durante un tiempo como acompañante para el bailarín de claqué Bill "Bojangles" Robinson e intervino en el musical Brown Buddies En febrero de 1931, Dandridge se unió elenco de la revista musical Heatin' Up Harlem, protagonizada por Adelaide Hall en el Teatro Lafayette de Harlem.
Tras salir de gira por Illinois y la Región de los Grandes Lagos, Dandridge se estableció en Cleveland, Ohio, donde formó su propia banda, que contó entre otros con el guitarrista Lonnie Johnson. Este período duró hasta 1934, cuando intentó actuar como solista. Llevó su espectáculo hasta Nueva York, comenzando una serie de largas temporadas como artista residente en diversos clubes, entre ellos el Hickory House de la calle 52. 
En 1935 y 1936, registró numerosas grabaciones con su nombrehe recorded numerous sides under his own name, muchas de los cuales destacaron algunos de los principales talentos del jazz del período, incluidos Roy Eldridge, Teddy Wilson, Henry "Red" Allen, Buster Bailey, John Kirby, Chu Berry, Cozy Cole, entre otros. Sin embargo, Dandridge desapereció de la escena musical a finales de los años 30, según parece, debido a problemas de salud. Falleció el 15 de febrero de 1946 en Wall Township, Nueva Jersey a los 44 años de edad.